# Arremon costaricensis
Arremon costaricensis là một loài chim trong họ Emberizidae.